# 凯文·杜兰特
凱文·韋恩·杜蘭特（英語：Kevin Wayne Durant，1988年9月29日—），出生於美國華盛頓特區，現役美國職業籃球運動員，現效力於NBA球队休士頓火箭，場上位置為小前鋒。
綽號KD、Easy Money Sniper、The Slim Reaper 、Durantula、雷帝、死神。
杜兰特在2007年NBA选秀首轮以第二顺位被西雅圖超音速選中，榮薦年度最佳新秀。2009-10年赛季，21岁的杜蘭特成为NBA史上最年轻的得分王。2013-14年赛季成為NBA MVP。2016-17年赛季，杜蘭特成為自由球員後加盟金州勇士，獲得當季的NBA總冠軍，並當選為NBA總决赛最有價值球員。2017-18年赛季，勇士連奪NBA總冠军，連獲NBA總決赛最有價值球員。2021-22年赛季入選NBA75大球星。曾在雷霆時期帶領羅素·衛斯特布魯克以及詹姆斯·哈登進入總決賽，遺憾不敵由勒布朗·詹姆斯所帶領的熱火隊。
他代表美國國家隊出戰2010年世錦賽、2012年奥运会、2016年奥运会、2020年奥运会和2024年奥运会，成功夺得五面金牌，為美國國家男子籃球隊隊史上的得分王，並成为2010年世錦賽和2020年奧運會的最有價值球員。

## 高中生涯
杜蘭特最早的篮球生涯在業餘運動聯盟(AAU) 的青年篮球队PG美洲虎队打球，美洲虎赢得了多个全国冠军。杜兰特也在当时和未來NBA中的球員迈克尔·比斯利(熱火隊)和克里斯布拉斯韦尔(北卡羅來納大學夏洛特分校)成为了隊友。
杜蘭特穿著35号球衣的原因為童年的导师和AAU的教练查尔斯·克雷格在35歲時遭人謀殺。為了紀念這位教練，杜蘭特穿著35號球衣。
杜蘭特花费两年在全国基督教学院，一年在橡树山学院，在這期間，杜蘭特增长了5英寸到了6'7吋。他开始在羅克維爾蒙特罗斯基督教学校打球，在这期间，他又增长了2英寸。在蒙特罗斯，杜蘭特在得分和抢断的表現獲選了华盛顿邮报年度最佳的篮球运动员。
在蒙特罗斯时间，他參加了莱斯施瓦布邀请赛，这是一项在俄勒冈州举行的全国性篮球邀请赛。杜蘭特在蒙特罗斯的球队队友包括格雷维斯·瓦斯奎兹，他们的教练Stu Vetter描述杜兰特是一个勤奋的球员，擁有令人难以置信的投籃技能、控球以及一些高速移動。杜兰特獲選为2006年麦当劳全明星赛MVP，在所有美国高中球員中，杜兰特被广泛认为是第三好的高中球員，排在蔡斯·巴丁格和格雷格·奥登之後。

## 大學生涯

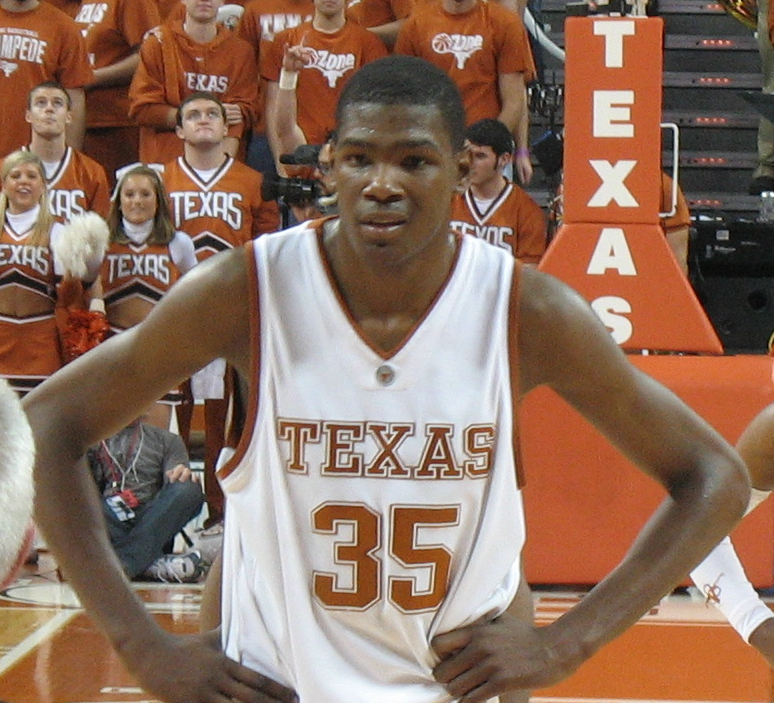
德克萨斯大学长角牛队時期的杜蘭特

一個身高6呎9吋(206公分)臂展7呎5吋的摇摆人，杜蘭特大一為德克薩斯州大學奧斯汀分校的先發籃球隊，他在本赛季打了35场比赛，最终在NCAA锦标赛第二轮敗於南加州大学。德克萨斯州完成第三次12勝4負的纪录。
杜蘭特有一个细长的身體跟手臂，他经常用他自己的优势，通过防守球員。同時投籃命中率超過小後衛。 ESPN分析师迪克维塔勒稱讚杜蘭特擁有「最丰富的进攻技能」，不斷拿杜兰特比較當前NBA明星凯文·加内特和德克·诺维茨基，杜蘭特的表現獲得獎項得克萨斯技术獎，教练鲍勃·奈特描述杜蘭特擁有快速的移動速度，德州教练Rick Barnes承认很少防守住杜蘭特，不能依靠内線找到他進攻的流动。
進入季後，杜蘭特广泛被媒体誉为12大联盟顶級的新生和一个顶级的候选人被選为年度新生，他在大一赛季平均每场25.8分和11.1个篮板，在德克萨斯大学长角牛队的12场比赛中，他每场比赛平均每场28.9分和12.5个篮板，他拿過了四次大学职业生涯最高得分37分，杜兰特他大一有三十个20分比賽。
2007年3月，杜蘭特被评为NABC年度最佳球员並拿下了阿道夫·魯普獎，成为第一个獲得这些奖项的學生。2007年3月30日，他被选为美联社年度大学球员，自1961年成立以来，成为第一个新生和德克萨斯州第一個获得这个奖项的运动员。2007年4月1日，他成为第一个获得奈史密斯学院年度最佳球员的新生。2007年4月7日，獲得了约翰·伍登奖，幾个星期后，透過NBA选秀進入西雅图超音速，杜兰特在得克萨斯大学的35号球衣宣布退休，现在掛在弗兰克·欧文中心。

### 大學統計
| 大學       | 年      | 出賽 | 先發 | 上場時間 | 搶斷 | 阻攻 | 篮板 | 助攻 | 得分 | 投篮命中率 | 罚球命中率 | 三分球命中率 |
| ---------- | ------- | ---- | ---- | -------- | ---- | ---- | ---- | ---- | ---- | ---------- | ---------- | ------------ |
| 得克萨斯州 | 2006-07 | 35   | 35   | 35.9     | 1.9  | 1.9  | 11.1 | 1.3  | 25.8 | .473       | .816       | .404         |

## NBA生涯

### 西雅圖超音速 / 奧克拉荷馬市雷霆 (2007–2016)

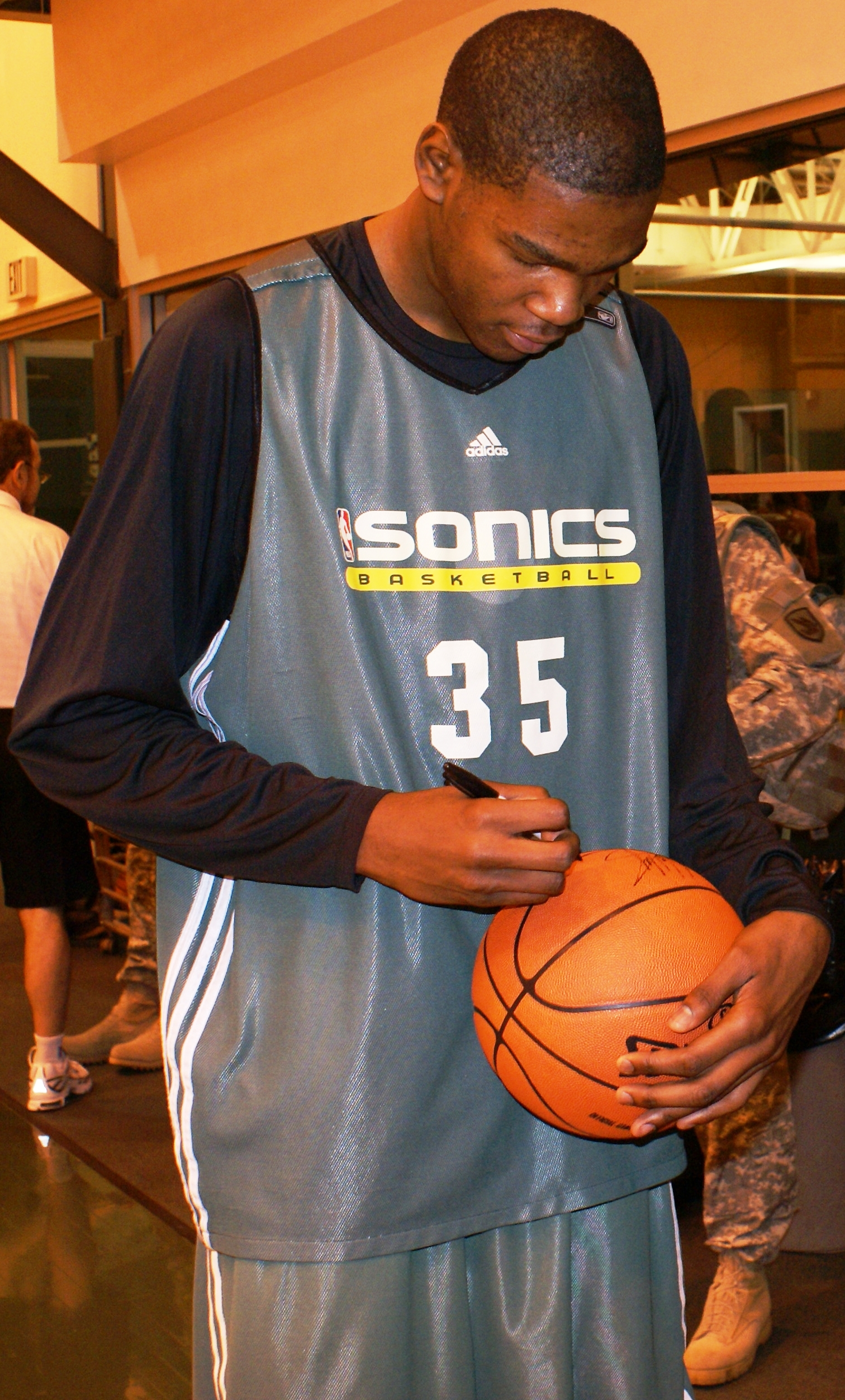
新秀時期的杜蘭特在西雅图超音速訓練基地

杜蘭特自稱有資格參加2007年4月11日的NBA選秀，05月25日與上层公司签署了他的第一份职业合同，公司宣告杜蘭特是他们关注的焦点，同時推出了2007-08 NBA赛季NBA的球員卡。2007年6月28日，杜兰特在2007年NBA选秀第二順位由西雅图超音速選上，杜兰特與Nike签署了7年6000万美元的代言合約，新秀合約中只有勒布朗·詹姆斯的新秀合約超越他。据说杜兰特推掉一个阿迪达斯的7000万美元的合同，而選擇了Nike。
2007-08賽季，10月31日，杜蘭特在NBA的首場比賽得到了18分、5个篮板和3次抢断以及一個失誤。11月16日，2007年杜兰特作出了关键的三分球，他的NBA生涯的第一场比赛制胜一球在延長賽击败亚特兰大老鹰，杜兰特得到了21分，3个篮板，2次助攻，3次抢断，3次盖帽。2007年11月30日，杜兰特拿下了35分，击败印第安纳步行者。在对阵丹佛掘金队的比赛，他差點三双，他拿下了37分，8个篮板和9次助攻。在他的新秀赛季的最后一场比赛，杜兰特终于創下了当时职业生涯最高的42分和职业生涯最高的13个篮板，他的职业生涯中的第一个两双、外加5次助攻。除了在本赛季的得分领先所有新秀，他還被评为NBA西部十一月、十二月(2007)，一月、三月、四月的最佳新秀。杜兰特在賽季得分平均20.3分，打破了1967-68赛季鲍勃法治在超音速40年的新秀纪录。2008年4月30日，美联社報導杜兰特被選為2007-08赛季NBA新人王。
2008-09賽季，球隊從西雅圖搬迁到俄克拉何马州並改名为俄克拉何马城雷霆。2009年NBA全明星賽杜兰特雖然没有被选中，但他有参加两个项目。2009年2月13日，杜兰特率领二年级队以122-116在新秀挑戰賽取得勝利。他得到了46分被選為MVP，打破了2004年菲尼克斯太阳阿玛雷·斯塔德迈尔的二年級生36分紀錄。第二天，杜兰特起床後收到了參加全明星周末H–O–R–S–E比賽的信件。
2009-10賽季，季中球队有望争夺2010年季後賽资格。杜兰特率领球隊拿下了常规赛50胜，并获得在西部季后赛的第八种子。从上半年的27场比赛的逆轉是在NBA历史上第六大转机，杜蘭特在2010連續參加了全明星周末H–O–R–S–E比賽，並且是他的第一次在NBA全明星賽出場。另外他成为联盟历史上最年轻的得分王，每场比赛平均30.1分，超越了勒布朗·詹姆斯。杜兰特也在多数比赛中達成连续至少25分的现代纪录，打破阿伦·艾弗森在2010年4月18日所創的紀錄。杜蘭特在2010年季後賽的首場比賽拿下了24分但球隊以79-87輸給了洛杉矶湖人，也就是當年度的總冠軍。他在第二場比賽得了32分球隊以95-92輸球，第三場29分和19个篮板，101-96雷霆在俄克拉何马城終於赢球。接著第四場比賽他得了22分把比賽扳成2-2平手，之後在第五場比賽，杜蘭特貢獻17分球隊以111–87輸球，第6场比赛结束本赛季。保罗·加索尔一記壓哨在籃下的補籃使湖人最後以95–94擊敗雷霆，杜蘭特在他本賽季的最後一場比賽拿下了26分。2010年5月2日，NBA宣布杜兰特在2009-2010赛季MVP投票中拿下了第二，輸給了勒布朗·詹姆斯。在2010年杜蘭特和勒布朗·詹姆斯一起入選了NBA最佳阵容第一隊，其他球員還有德怀特·霍华德、科比·布莱恩特和德文·韋德。
2010-11賽季，7月7日，杜兰特在他的Twitter页面上宣布他与雷霆签署5年的延長合約，價錢约为8900万美元。在這賽季杜兰特连续第二年拿下得分王，平均每场比賽27.7分的得分。在MVP投票排名第五。杜兰特第二次參加NBA全明星賽，拿下34分，帮助西區148-143擊敗東區。杜兰特带领雷霆拿下55胜，在西部联盟排名第四种子。雷霆在西部决赛输给最终的NBA总冠军，达拉斯小牛。杜兰特代表美国參加2010年世界籃球錦標賽。他带领美国队自1984年以來再度拿到第一，被選為比賽的MVP。杜兰特在比赛中突破了美国队最高分的得分记录(205) 和单场比赛最高分(38)。他在九场比赛中，平均每场22.8分6.1个篮板，3.1次助攻和1.4次抢断。
2011-12賽季，2012年2月19日，杜蘭特得到職業生涯的最高得分。在主場比赛對丹佛金塊雷霆以124-118赢得了勝利，杜蘭特拿下51分。而他的隊友拉塞爾·威斯布鲁克也得了40分。杜蘭特連續3年入選2012年NBA全明星賽，在他36分的帶領下幫助西區明星隊以152-149險勝東區明星隊並拿下了職業生涯的第一座NBA明星賽MVP。杜蘭特連續3年拿下了得分王，在2012年季後賽第一場最後時間剩1.5秒杜蘭特投入絕殺球幫助雷霆以99-98擊敗達拉斯小牛。隨後又把打敗金塊的洛杉磯湖人擊敗，以4:1晉級到準決賽。再來對上老經驗擁有四次總冠軍並且例行賽加上季後賽18連勝的聖安東尼奧馬刺，雖然前面兩場都落敗，但最後率領球隊以4-2逆轉扳倒馬刺隊晉級到NBA總決賽，不過在總决赛中以1-4輸給了邁阿密熱火。杜蘭特美国奥运代表队選中，杜兰特出任主力小前锋并成为主要得分点。杜兰特也成为美国队历史上单人单届奥运会的得分最多的球员，场均19.5分成为美国队奥运会历史上均分最高的球员。
2012-13賽季，11月2日，杜蘭特在客場對上馬刺隊得到了23分，同時生涯總得分來到了10001分。以24歲33天超越科比·布莱恩特的24歲193天成為NBA史上第二年輕達成一萬分的球員。僅次於熱火隊的勒布朗·詹姆斯，詹姆斯達成此紀錄為23歲59天。在2013年季後賽首輪雷霆一度取得3-0聽牌，結果侯斯頓火箭分別在第四戰和第五戰分別以103-105和100-107連追兩勝，最關鍵第六戰在杜兰特和其他6位隊友發揮下以103-94擊敗火箭队，以4-2總比分晉級準決賽，但雷霆隊主力後衛拉塞尔·威斯布鲁克被火箭队派屈克·貝弗利弄傷而導致剩下賽程報銷。在西區半決賽中，拉塞尔·威斯布鲁克無法分擔杜兰特的得分，直接影響到雷霆進攻和掌控局面，最終雷霆以1-4不敵灰熊隊。
2013-14 NBA賽季，杜兰特在队友拉塞尔·威斯布鲁克半个赛季因伤休战的情况下，以一己之力带领雷霆队前进，他场均拿到生涯最高的32分（联盟第一）和5.6次助攻，并且在季中连续41场的得分达到25分或更多，超越迈克尔·乔丹保持的连续40场记录，排历史第三。这是杜兰特生涯近5个赛季内第4次成为賽季得分王，并且带领球队取得了联盟第二好的59胜23负的战绩。他也毫无悬念的获得了常规赛NBA最有价值球员的殊荣，同时入选最佳阵容第一队。2014年NBA季後賽第一輪，灰熊隊主力扎克·兰多夫因G6连续被雷霆新秀史蒂文·亚当斯盖帽而恼羞成怒恶意肘击而被禁賽，在G7杜兰特发挥出色率队順利晉級。第二輪對洛杉磯快艇的G5，比賽第4節發生爭議性的判罚，经证实克里斯·保罗的确有点肘动作，而此前马特·巴恩斯和雷吉·杰克逊的球权归属问题赛后裁判给出了解释，雷霆於G6凭借杜兰特39+16+5的MVP级表现晉級西區冠軍賽。在西區決賽中，雷霆再度對上了前年季後賽宿敵馬刺隊，不過這次雷霆因為賽爾吉·伊巴卡受傷缺席系列賽前兩場比賽，導致防守大崩盤，以2-4落敗无缘总决赛。雖然杜兰特再度與總冠軍無緣，但他當選該季MVP，最感人的是杜兰特在得獎演說上尊稱將他一手帶大的媽媽才是真正的MVP。
2014-15賽季，2014年10月12日，杜兰特右脚跖骨骨折，他将会接受手术。根据此前的病例，杜兰特接受手术后需要6-8周时间来恢复。12月17日，雷霆在主场以104-92战胜薩克拉門托帝王，杜兰特拿到26分，職業生涯總得分超过15000分。12月19日，雷霆109-114输给金州勇士的比赛中，杜兰特只打了上半场便受伤下场。杜兰特此役只是出战19分钟便拿到了30分，杜兰特成为了自1976年NBA和ABA合并以来史上首位在上半场出场时间不到19分钟便轰下至少30分的球员。2015年1月1日，雷霆在主场经过加时以137-134战胜鳳凰城太阳。杜兰特出场40分钟，轰下44分10篮板7助攻，这是NBA常规赛历史上第四个在出场时间小于40分钟，还能拿到这样数据的球员，此前三位分别是迈克尔·乔丹、拉里·伯德和布雷克·格里芬。3月28日，杜兰特接受右脚的骨移植手术，赛季报销。
2015-16賽季，12月11日，雷霆主场以107-94战胜亞特蘭大老鹰，杜兰特在比赛中登场37分钟，14投8中得到了25分12篮板10次助攻，这是他职业生涯第七次三双。同时，杜兰特在本场比赛中命中了2记三分球，成为了NBA历史上第79个职业生涯三分球命中数达到1000个的球员。2016年2月7日，雷霆客场108-116输给了勇士，杜兰特打了40分钟，25投12中得到了40分14个篮板5个助攻2个盖帽。这是他生涯至今首次打出单场比赛至少40分14个篮板5个助攻2个盖帽的数据。雷霆以55勝27敗完成了常規賽季，在西部為第三種子。在第一輪季后賽，雷霆面對六號種子達拉斯小牛隊，4月18日第2場杜蘭特砍下21分，33投7中最糟糕的季后賽投籃表現最終以85：84落敗，都是由率和失誤數他的職業生涯。杜蘭特的26命中在他的716場職業生涯之最，其中包括常規賽和季后賽4-1擊敗小牛後，在第二輪雷霆面對聖安東尼奧馬刺隊。在本系列的第四場比賽中，杜蘭特得到41分追平高他季后賽生涯，幫助雷霆扳成在系列賽2-2平手，雷霆擊敗馬刺4-2晉級，在西部決賽對上衛冕冠軍金州勇士隊。儘管在西部決賽系列一度取得3-1領先，雷霆被勇士隊完成大逆轉以4-3無緣晉級NBA總決賽。6月，杜蘭特宣佈將會隨美國隊征戰巴西里約奧運，美國奧運隊名單隨即公佈，杜蘭特入選美國隊，並於7月中開練。

### 金州勇士 (2016–2019)

#### 2016-17賽季：生涯首冠
2016年7月4日，總冠軍戰失利的金州勇士隊，史提芬·居里、克雷·湯普森、德雷蒙德·格林以及安卓·伊古達拉前往紐約長島的漢普頓別墅招募杜蘭特組成著名的死亡五小，英文直譯為漢普頓五將。
2017年2月28日，巫師中鋒馬爾欽·戈塔特對勇士中鋒扎扎·帕楚里亚犯規，帕楚里亞往後一倒壓到杜蘭特的左腳內側副韌帶二級拉傷與脛骨挫傷，所幸來得及趕在季後賽開打前傷癒歸隊。
2017年6月13日，金州勇士隊在總冠軍戰G5以4-1擊敗擊敗由詹姆斯所率領的克里夫蘭騎士隊獲得總冠軍，由G3在詹姆斯頭上投出關鍵三分彈的杜蘭特獲得總決赛MVP。
2017年7月4日，以2年5300萬美元與勇士續約。

#### 2017-18賽季：二連霸冠軍MVP
2018年1月11日，杜蘭特揮別傷勢復出，上半場就用高效率表現拿到25分，2萬分里程碑達陣，全場40分更寫下賽季新高，但球隊以106比125遭到逆轉終止5連勝，並終結對戰快艇12連勝。
杜蘭特傷癒復出展現驚人手感，前兩節打完10投9中、包括外線3次出手全進攻下25分，快速達成2萬分的里程碑，成為自詹姆斯之後，史上第2年輕紀錄。
包括杜蘭特、詹姆斯在內，NBA共出現5人能在30歲以前達成2萬分紀錄，另外3人是張伯倫、喬丹和布萊恩。同時杜蘭特可成為現役球員第7位達成該紀錄的球員，其他7人是德克·诺维茨基、詹姆斯、安東尼、韋德、蓋索和強森。
2018年6月9日，總冠軍賽G4，勇士完成對騎士4-0的橫掃，連續兩年擊敗由詹姆斯所率領的克里夫蘭騎士隊，G3杜蘭特複製去年又在詹姆斯頭上投進關鍵三分彈。並且杜蘭特最後一戰繳出20分、10助攻和12籃板的大三元成績，順利連霸總冠軍賽MVP，成為聯盟歷史第6位達成此一成就的球員，前5位分別是喬丹（Michael Jordan）、歐拉朱萬（Hakeem Olajuwon）、歐尼爾（Shaquille O'Neal）、布萊恩（Kobe Bryant）和詹姆斯。
杜蘭特在總冠軍賽四戰平均拿下28.8分10.8籃板7.5助攻2阻攻，投籃命中率52.6%，三分球命中率40.9%，罰球命中率96.3%，效率驚人。

#### 2018-19賽季：尋求三連霸
2019年2月18日，2019全明星賽，杜蘭特15投10中，包括三分球9投6中，攻下31分7籃板2助攻2阻攻1抄截，幫助「Team LeBron」以178比164逆轉擊敗「Team Giannis」，並且榮獲明星賽MVP。根據統計，杜蘭特成為史上第14位至少拿下兩座明星賽MVP的球員，也是第6位至少又拿到2次決賽MVP和2次明星賽MVP的球員。
2019年4月19日西區第一輪G3，在前一場比賽遭快艇隊寫下NBA史上最大差距逆轉秀後，在杜蘭特全場38分領軍下，勇士以132:105大勝快艇，系列賽取得2-1領先。
勇士前一戰在領先31分遭逆轉後，昨天作客快艇主場繃緊神經，尤其是近兩場比賽受到快艇貝佛利防守牽制，且前一場比賽六犯離場的杜蘭特，更從首節就進帳12分接管比賽，幫助勇士取得雙位數領先。
「他今天打得極有侵略性，完全就是進入殺手模式。」勇士德雷蒙德·格林在談到杜蘭特的表現時說：「今天的我們完全不同，因為他幫助我們從首節就掌控了這場比賽，且整場沒有失控的一刻，即使這幾天大家都在談論他被對位限制，但他是不可能被阻擋的，今晚就展現了這一點。」
杜蘭特第三節打完前就已拿下38分、7助攻，勇士終場也以27分差距輕鬆取勝，火熱表現也讓勇士主帥柯爾稱讚杜蘭特用場上表現向各界宣告「自己是誰」。
對於柯爾的說法，杜蘭特則回應，「教練為我準備了幾套戰術，而我只是努力的打球並給對手施加壓力，事實上我已經在這聯盟打滾十二個球季，我不需要向任何人證明自己是誰，因為大家都知道我就是杜蘭特。」
快艇在團隊命中率僅有三成七的情況下，整場比賽一路挨打，其中第二戰贏球功臣路·威廉姆斯也僅有十六分進帳，對於杜蘭特如入無人之境的表現，他說：「他是聯盟前三球員，我認為他做出了一些回應，讓我感到失望的是，賽前他就預告自己會打出這樣的表現，但我們卻沒有做好準備。」
2019年4月27日 西區第一輪G6，勇士靠著杜蘭特狂砍50分，其中38分集中在上半場，終場就以129比110擊敗快艇，確定下一輪對火箭的首戰將在台灣時間29號凌晨舉行。
勇士此役作出先發陣容調整，改由尚恩·李文斯頓取代安德鲁·博古特。球隊首節前段雖手感不佳，一度落後快艇10分，且柯瑞更不慎扭傷腳踝，短暫退場接受治療。但是在杜蘭特火力全開的，再加上德雷蒙德·格林積極在攻守兩端作出貢獻，逐步扭轉戰局且領先快艇比數越拉越開。到了第三節時，快艇雖再度展現強大韌性，把落後縮小至11分，之後卻不敵勇士一陣猛攻又被壓著打。比賽進行到關鍵第四節，快艇依舊沒有放棄比賽，格林吞下技術犯規，連續3次罰球將比分追近至13分，不過先是柯瑞命中3分，格林再助攻伊古達拉扣籃，比賽大局底定，雙方也在最後2分多鐘換上替補。杜蘭特本場比賽共轟得50分，刷新自己先前創造的45分季後賽個人最高紀錄，且半場38分則只差1分就追平聯盟季後賽紀錄。此外格林挹注了16分、14籃板與10助攻的大三元，柯瑞則有24分、6助攻與6籃板進帳。
季後賽第二輪G5，杜蘭特因傷退場，並缺席了次輪剩餘的賽事。其後雖於總冠軍賽G5復出，仅用11分钟便高效攻下11分，卻因阿基里斯腱斷裂只能提前退場，賽季宣告報銷。儘管最後勇士隊仍拿下這場比賽的勝利，然而在G6依然無力回天，只能眼看多倫多暴龍以4:2的總比分抱走奧布萊恩冠軍獎盃，杜蘭特與勇士隊無緣完成三連霸。

### 布魯克林籃網 (2019-2023)

#### 2019-20賽季
2019年7月1日，同意布魯克林籃網開出4年1.64億美金的合約，與凱里·歐文、德安德魯·喬丹組成新三巨頭，但由於2019年總冠軍賽G5造成阿基里斯腱斷裂，杜蘭特在籃網的第一個賽季將無法出賽。
2020年3月18日，杜蘭特與另外三名隊友確診新型冠狀病毒。4月1日，球隊表示杜蘭特已經康復、痊癒。

#### 2020-21賽季
在交易得到詹姆斯·哈登後，籃網正式成為擁有三巨頭的球隊。但杜蘭特因傷，所以三巨頭同時出場機會很少。
2020年12月22日，在125-99战胜勇士的比赛中，杜兰特迎来了自己於布魯克林篮网队的首秀，拿下22分、5个篮板、3次助攻和3次抢断。
2021年NBA全明星賽中，杜蘭特於東岸獲選為票王，而西岸票王是勒布朗·詹姆斯。
季後賽第二輪，籃網因凱里·歐文傷退，不敵密爾瓦基公鹿，無緣東決舞台。

#### 2021-22賽季
在美國時間11月25日，杜蘭特在對陣波士頓塞爾特人的比賽，用一次標誌性的中投，成功超越艾倫·艾佛森，成為NBA總得分榜上第25位，距離排行榜上第24位的雷·阿倫117分。
僅僅在十天之後，杜蘭特便在NBA總得分榜上超越雷·阿倫，成為得分榜第24位。
籃網在附加賽打贏騎士成為季後賽東部第七種子，首輪遇到東區第二種子塞爾提克0:4被橫掃，結束了自己的2021-22賽季。此次系列賽是杜蘭特第一次被橫掃出局。
10月30日，杜蘭特在布魯克林主場率領籃網以116:109擊敗印第安那溜馬，並砍下34分，讓他超越了傳奇球星「加拿大航空」卡特，成為NBA史上總得分榜上的第19名。

### 鳳凰城太陽 (2023-2025)

#### 2022-23賽季
2月9日，太陽以米卡爾·布里吉斯、卡麥隆·強森、杰·克劳德及4個無保護首輪選秀權及2028年的互換選秀權，向籃網獲得杜蘭特與T·J·華倫。
2023季後賽西部準決賽第6場，太陽以100比125慘敗給金塊，總比數2:4被金塊淘汰出局。

#### 2023-24賽季
2024西部首輪，坐擁杜蘭特、德文·布克和布萊德利·比爾的太陽隊對戰明尼蘇達灰狼隊，被0:4橫掃出局。

#### 2024-25賽季
2025年2月12日，在與孟菲斯灰熊隊的比賽中，生涯得到30000分。

### 休士頓火箭（2025-至今）
2025年7月7日，杜兰特被交易至休斯顿火箭。

## 職業生涯數據

### NBA例行賽數據統計
| 賽季     | 球隊     | GP   | GS   | MPG  | FG%  | 3P%  | FT%  | RPG | APG | SPG | BPG | PPG  |
| -------- | -------- | ---- | ---- | ---- | ---- | ---- | ---- | --- | --- | --- | --- | ---- |
| 2007–08  | SEA      | 80   | 80   | 34.6 | 43.0 | 28.8 | 87.3 | 4.4 | 2.4 | 1.0 | 0.9 | 20.3 |
| 2008–09  | OKC      | 74   | 74   | 39.0 | 47.6 | 42.2 | 86.3 | 6.5 | 2.8 | 1.3 | 0.7 | 25.3 |
| 2009–10  | OKC      | 82*  | 82*  | 39.5 | 47.6 | 36.5 | 90.0 | 7.6 | 2.8 | 1.4 | 1.0 | 30.1 |
| 2010–11  | OKC      | 78   | 78   | 38.9 | 46.2 | 35.0 | 88.0 | 6.8 | 2.7 | 1.1 | 1.0 | 27.7 |
| 2011–12  | OKC      | 66*  | 66*  | 38.6 | 49.6 | 38.7 | 86.0 | 8.0 | 3.5 | 1.3 | 1.2 | 28.0 |
| 2012–13  | OKC      | 81   | 81   | 38.5 | 51.0 | 41.6 | 90.5 | 7.9 | 4.6 | 1.4 | 1.3 | 28.1 |
| 2013–14  | OKC      | 81   | 81   | 38.5 | 50.3 | 39.1 | 87.3 | 7.4 | 5.5 | 1.3 | 0.7 | 32.0 |
| 2014–15  | OKC      | 27   | 27   | 33.8 | 51.0 | 40.3 | 85.4 | 6.6 | 4.1 | 0.9 | 0.9 | 25.4 |
| 2015–16  | OKC      | 72   | 72   | 35.8 | 50.5 | 38.7 | 89.8 | 8.2 | 5.0 | 1.0 | 1.2 | 28.2 |
| 2016–17† | GSW      | 62   | 62   | 33.4 | 53.7 | 37.9 | 88.2 | 8.2 | 4.8 | 1.1 | 1.6 | 25.1 |
| 2017–18† | GSW      | 68   | 68   | 34.2 | 51.6 | 41.9 | 88.9 | 6.8 | 5.4 | 0.7 | 1.8 | 26.4 |
| 2018–19  | GSW      | 78   | 78   | 34.6 | 52.1 | 35.3 | 88.5 | 6.4 | 5.9 | 0.7 | 1.1 | 26.0 |
| 2020–21  | BKN      | 35   | 32   | 33.1 | 53.7 | 45.0 | 88.2 | 7.1 | 5.6 | 0.7 | 1.3 | 26.9 |
| 2021–22  | BKN      | 55   | 55   | 37.2 | 51.8 | 38.3 | 91.0 | 7.4 | 6.4 | 0.9 | 0.9 | 29.9 |
| 2022–23  | BKN      | 39   | 39   | 36.0 | 55.9 | 37.6 | 93.4 | 6.7 | 5.3 | 0.8 | 1.5 | 29.7 |
| 2022–23  | PHX      | 8    | 8    | 33.6 | 57.0 | 53.7 | 83.3 | 6.4 | 3.5 | 0.3 | 1.3 | 26.0 |
| 2023–24  | PHX      | 75   | 75   | 37.2 | 52.3 | 41.3 | 85.6 | 6.6 | 5.0 | 0.9 | 1.2 | 27.1 |
| 2024-25  | PHX      | 62   | 62   | 36.5 | 52.7 | 43.0 | 83.9 | 6.0 | 4.2 | 0.8 | 1.2 | 26.6 |
| 職業生涯 | 職業生涯 | 1123 | 1120 | 36.7 | 50.2 | 39.0 | 88.2 | 7.0 | 4.4 | 1.0 | 1.1 | 27.2 |
| 明星賽   | 明星賽   | 13   | 11   | 23.9 | 52.5 | 35.1 | 89.7 | 5.5 | 3.5 | 1.5 | 0.4 | 20.9 |

### NBA附加賽數據統計
| 賽季     | 球隊     | GP | GS | MPG  | FG%  | 3P%  | FT% | RPG | APG  | SPG | BPG | PPG  |
| -------- | -------- | -- | -- | ---- | ---- | ---- | --- | --- | ---- | --- | --- | ---- |
| 2022     | BKN      | 1  | 1  | 41.7 | 56.3 | 50.0 | 100 | 5.0 | 11.0 | 2.0 | 3.0 | 25.0 |
| 職業生涯 | 職業生涯 | 1  | 1  | 41.7 | 56.3 | 50.0 | 100 | 5.0 | 11.0 | 2.0 | 3.0 | 25.0 |

### NBA季後賽數據統計
| 賽季     | 球隊     | GP  | GS  | MPG  | FG%  | 3P%  | FT%  | RPG | APG | SPG | BPG | PPG  |
| -------- | -------- | --- | --- | ---- | ---- | ---- | ---- | --- | --- | --- | --- | ---- |
| 2010     | OKC      | 6   | 6   | 38.5 | 35.0 | 28.6 | 87.1 | 7.7 | 2.3 | 0.5 | 1.3 | 25.0 |
| 2011     | OKC      | 17  | 17  | 42.5 | 44.9 | 33.9 | 83.8 | 8.2 | 2.8 | 0.9 | 1.1 | 28.6 |
| 2012     | OKC      | 20  | 20  | 41.9 | 51.7 | 37.3 | 86.4 | 7.4 | 3.7 | 1.4 | 1.2 | 28.5 |
| 2013     | OKC      | 11  | 11  | 44.1 | 45.5 | 31.4 | 83.0 | 9.0 | 6.3 | 1.3 | 1.1 | 30.8 |
| 2014     | OKC      | 17  | 17  | 42.7 | 45.5 | 35.1 | 82.9 | 8.9 | 4.2 | 1.0 | 1.2 | 29.6 |
| 2016     | OKC      | 18  | 18  | 40.3 | 43.0 | 28.2 | 89.0 | 7.1 | 3.3 | 1.0 | 1.0 | 28.4 |
| 2017†    | GSW      | 15  | 15  | 35.6 | 55.6 | 44.2 | 89.3 | 8.0 | 4.3 | 0.8 | 1.3 | 28.5 |
| 2018†    | GSW      | 21  | 21  | 38.3 | 48.7 | 34.1 | 90.1 | 7.7 | 4.7 | 0.7 | 1.1 | 29.0 |
| 2019     | GSW      | 12  | 12  | 36.8 | 51.4 | 43.8 | 90.3 | 4.9 | 4.5 | 1.1 | 1.0 | 32.3 |
| 2021     | BKN      | 12  | 12  | 40.4 | 51.4 | 40.2 | 87.1 | 9.3 | 4.4 | 1.5 | 1.6 | 34.3 |
| 2022     | BKN      | 4   | 4   | 44.0 | 38.6 | 33.3 | 89.5 | 5.8 | 6.3 | 1.0 | 0.3 | 26.3 |
| 2023     | PHX      | 11  | 11  | 42.3 | 47.8 | 33.3 | 91.7 | 8.7 | 5.5 | 0.8 | 1.4 | 29.0 |
| 2024     | PHX      | 4   | 4   | 42.1 | 55.2 | 41.7 | 82.4 | 6.5 | 3.3 | 0.5 | 1.5 | 26.8 |
| 職業生涯 | 職業生涯 | 170 | 170 | 40.5 | 47.7 | 35.6 | 86.8 | 7.8 | 4.2 | 1.0 | 1.2 | 29.3 |

### 大學
| 賽季    | 球隊         | GP | GS | MPG  | FG%  | 3P%  | FT%  | RPG  | APG | SPG | BPG | PPG  |
| ------- | ------------ | -- | -- | ---- | ---- | ---- | ---- | ---- | --- | --- | --- | ---- |
| 2006–07 | 德克薩斯大學 | 35 | 35 | 35.9 | .473 | .404 | .816 | 11.1 | 1.3 | 1.9 | 1.9 | 25.8 |

## 奖项和荣誉

### 職業時期
- NBA總冠軍：2017，2018
- 總決賽FMVP：2017，2018
- NBA最有價值球員：2014
- NBA明星賽MVP: 2012，2019
- NBA全明星赛: 2010, 2011, 2012, 2013, 2014，2015，2016，2017，2018，2019，2021，2022，2023，2024
- NBA賽季得分王: 2010, 2011, 2012, 2014
- NBA最佳阵容一隊: 2010, 2011, 2012，2013，2014，2018
- 全明星周末H–O–R–S–E比賽（英语：NBA All-Star Weekend H–O–R–S–E Competition）：2009, 2010
- NBA新秀挑战赛MVP：2009
- NBA最佳新秀：2008
- NBA最佳新秀阵容一隊：2008
- NBA75大球星（2021）
- 世界籃球錦標賽MVP：2010

里程碑和记录
- 得分最高 NBA新秀挑战赛  (46)
- 得分最高 NBA全明星周末 (46)
- 得分最高 世界篮球锦标赛 比赛由 美國國家男子籃球隊 (38)

西雅图超音速队/俄克拉何马城雷霆隊紀錄
- 连续比赛得分超过30分 (12 , 2013-2014所創)
- 连续得分25分以上的比賽 (41，超越喬丹40場的紀錄，成為史上第3，僅次於Wilt Chamberlain 80場及Oscar Robertson 46場)
- 在一个赛季得分超過30的比賽 (48, 2009–2010)
- 在一个赛季的最高分 (2593; 2013–2014)

### 其他成就
- 2006 聯合-MVP 麥當勞高中全明星賽 – 共同享有 蔡斯·巴丁格
- 2007 ESPN All-American
- 2007 ESPN 年度最佳球员
- 2007 NABC（英语：National Association of Basketball Coaches） 年度最佳球员[16]
- 2007 美联社 年度最佳球员 (第一個大一新生实现的荣誉)
- 2007 AP 所有美国第一队 (一致)
- 2007 奧斯卡·羅伯森獎（英语：Oscar Robertson Trophy）
- 2007 阿道夫·魯普獎（英语：Adolph Rupp Trophy）[17]
- 2007 奈史密斯学院年度最佳球员 优胜者 (第一個大一新生達成)
- 2007 约翰·伍登奖（英语：John R. Wooden Award）[18][48]
- 2021 FIBA東京奧運會男籃最有價值球員，Durant出戰6場比賽，場均貢獻20.7分5.3籃板3.7助攻，帶領美國隊奪得本屆奧運會男籃項目的金牌。
- 本周12大新秀 (六次)[49]
- 本周12大球员 (四次)[49]
- 2007 菲利普斯12大男子篮球奖:[50]
  - 年度最佳球员
  - 12大年度的新生
  - 所有12大第一陣容 (一致)
  - 12大最佳防守阵容
  - 12大最佳新秀阵容 (一致)
- 2007 AP 全国年度最佳球员[51]

## 球風
杜兰特裸足身高6呎10.75吋、臂展7呎6吋，接近7呎的身高使杜兰特的跳投幾乎無人能封蓋，而且中距離跳投還是頂級水準。杜兰特還有一手純熟的控球技巧，加上自身手長腳長的身材，使其在三分線外拍一次球三步大跨步就能殺到籃下，但對手也不敢輕易收縮防守，因為杜兰特還有命中率極高的三分球，射程達到距離籃框25呎以外。除了強大的進攻外，在近年來杜兰特也漸漸向人們展示自己的防守，除了常常請對手吃火鍋之外，也能以效率極高的防守鎖死對手。杜兰特中鋒的身高卻有著前鋒的全能、後衛的技術，加上其全面幾乎無法防守的進攻技巧，使杜兰特成為聯盟中最難防守的球員之一。

## 個人投資
2020年6月15日，美國職業足球大聯盟球隊費城聯宣布NBA籃球球星凱文·杜蘭特成為該俱樂部的投資者和社區合作夥伴，杜蘭特持有俱樂部5%的所有權，並且可以選擇在不久的將來再購買5%。